# لاسي أ. كولير
لاسي أ. كولير (بالإنجليزية: Lacey A. Collier)‏ هو قاضي ومحامي أمريكي، ولد في 23 يونيو 1935 في ديموبوليس في الولايات المتحدة.